# Peter J. W. Stadler
Peter Stadler (* 2. Juni 1945 in Remscheid) ist ein deutscher Chemiker und Biotechnologe. Er war eine der Führungspersönlichkeiten der Bio- und Gentechnik in Deutschland.

## Werdegang
Er studierte Chemie an der Universität Hamburg und wurde dort 1975 bei Hans Paulsen zum Dr. rer. nat. promoviert. 1976 trat er in die Bayer AG ein und übernahm in Leverkusen und den USA zunächst verschiedene wissenschaftliche und organisatorische Aufgaben. Nach einem einjährigen Aufenthalt als Gastwissenschaftler an der Universität Münster bei Hans-Jürgen Rehm und am Massachusetts Institute of Technology (MIT) bei Daniel C. Wang im Jahre 1986 wurde ihm bei der Bayer AG 1987 die Leitung des Unternehmensbereichs Pharma-Biotechnologie übertragen.
Er hielt von 1992 an Vorlesungen über Pharmazeutische Biotechnologie an der Technischen Fakultät der Universität Bielefeld. Dort wurde er 1996 zum Honorarprofessor ernannt. Im Jahre 1997 erfolgte die Ernennung zum Mitglied der Königlichen Nationalen Spanischen Akademie der Medizin (Madrid).
2001 wurde ihm die Ehrenmedaille in Titan der DECHEMA für seine Verdienste um die Weiterentwicklung der Biotechnologie in Deutschland verliehen.
Ende 1997 verließ er nach 21-jähriger Tätigkeit die Bayer AG und gründete das Biotechnologie-Unternehmen Artemis Pharmaceuticals GmbH. Die Gründungspartner dabei waren Christiane Nüsslein-Volhard, Klaus Rajewsky und die Biotechnologie-Firma Exelixis, Inc., Berkeley USA. Sie wurde von George Scangos, einem ehemaligen Bayer-Manager, geführt. Stadler übernahm die Geschäftsführung in dem neugegründeten Unternehmen.

### Ehrenamtliche Tätigkeiten
Stadler war einer der maßgeblichen Industrierepräsentanten für Bio- und Gentechnik und Mitgestalter der langjährigen, zunächst sehr kontroversen gesellschaftlichen Diskussion um die Gentechnik am Standort Deutschland. Im Gegensatz zur Situation in den anderen Industriestaaten wurden die Möglichkeiten für die Nutzung der Gentechnik in der Bundesrepublik damals eher pessimistisch bewertet. Deutschland drohte weltweit den Anschluss zu verlieren. Stadler wurde von der Bundesregierung sowie der Landesregierung von NRW, die nach Möglichkeiten zur Verbesserung suchten, als Berater genutzt. Er hatte einen nachhaltigen Einfluss auf die Entwicklung von Bio- und Gentechnik in der Bundesrepublik, sowohl hinsichtlich der betreffenden Innovations-Infrastruktur als auch der damals z. T. sehr kontroversen öffentlichen Meinung. Er nahm eine große Zahl von Auftritten/Interviews in Fernsehen, Rundfunk sowie in Printmedien wahr. Auch war er als Experte zu öffentlichen Anhörungen von Bundestags- und Landtagsausschüssen geladen. Thematische Schwerpunkte seiner Aktivitäten waren die Verbesserung der Innovations-Infrastruktur, die Förderung des gesellschaftspolitischen Diskurses um die Gentechnik und die Diskussion der Gentechnik-bezogenen Sicherheitsaspekte. Ein weiterer Schwerpunt war der Themenkreis „ethischer Umgang mit der Gentechnik“. Zudem lieferte er maßgebliche Beiträge im Rahmen der Novellierung des deutschen Gentechnik-Gesetzes (GenTG). Er thematisierte die Belastung von Hochschule und Industrie durch die aufwendigen Genehmigungsverfahren, die sich aus dem Gesetz für gentechnisches Arbeiten und entsprechende Anlagen ergaben. Die im Dezember 1993 in Bundestag und Bundesrat mit den Stimmen von Regierungskoalition und SPD-Opposition beschlossene Novelle des Gentechnik-Gesetzes führte zu deutlichen Erleichterungen für die Anwendung der Gentechnik. Sie hatte daher einen entscheidenden, andauernden, positiven Einfluss auf die gesellschaftliche Akzeptanz und damit auf die Weiterentwicklung der Gentechnik in Forschung und Produktion, insbesondere im pharmazeutischen und medizinischen Bereich, in Deutschland. Stadler half, den 1995/96 von Bundesforschungsminister Jürgen Rüttgers initiierten, bundesweit ausgelegten BioRegio-Wettbewerb zu beflügeln. Dieser führte zu einer deutlichen Verbesserung des Klimas für die Gründung von Biotechnologie-Firmen in Deutschland.
Über Jahre hinweg bekleidete er eine Reihe von Ehrenämtern.
Ehrenämter (Auswahl)
- Vorsitz des Vorstandes der Deutschen Industrievereinigung Biotechnologie DIB beim VCI (Frankfurt)[25]
- Mitgründer und Vorstand der VBU, Vereinigung Deutscher Biotechnologieunternehmen (Frankfurt)[26]
- Mitglied im Beirat der BioGenTec NRW[27]
- Mitglied im Vorstand von EuropaBio, European Association for Bio Industries (Brüssel)[7]

## Privates
Stadler spielt Golf und ist Ehrenpräsident des „Golfclub Haan-Düsseltal“.

## Schriften

### Herausgeber
- mit H.-J. Rehm, G. Reed und A. Pühler: „Biotechnology“, Wiley-VCH Publishing Group 1993-1995, Second Completely Revised Edition, 12-bändiges Standardwerk, ISBN 3-527-28310-2
- mit K. Dembowsky: „Novel Therapeutic Proteins“, Wiley-VCH 2001, ISBN 3-527-30270-0; https://onlinelibrary.wiley.com
- mit G. Kreysa:„Potentiale und Grenzen der Konsensfindung zu Bio- und Gentechnik“, DECHEMA, Frankfurt am Main, 1997, ISBN 3-926959-82-7, Die Deutsche Bibliothek – CIP-Einheitsaufnahme
- Veröffentlichungen bei Researgate abgerufen am 11. Februar 2025

### Autor
- mit H. Wehlmann: „Arbeitssicherheit und Umweltschutz in Bio- und Gentechnik“, VCH Verlagsgesellschaft 1992, ISBN 3-527-30006-6